# Copiula
Copiula é um género de anfíbios anuros da família Microhylidae. Este grupo é endémico da Nova Guiné.

## Espécies
- Copiula alpestris (Zweifel, 2000)
- Copiula annanoreenae Günther, Richards, and Dahl, 2014
- Copiula derongo (Zweifel, 2000)
- Copiula exspectata Günther, 2002
- Copiula fistulans Menzies and Tyler, 1977
- Copiula guttata (Zweifel, 2000)
- Copiula lennarti Günther, Richards, and Dahl, 2014
- Copiula major Günther, 2002
- Copiula minor Menzies and Tyler, 1977
- Copiula obsti Günther, 2002
- Copiula oxyrhina (Boulenger, 1898)
- Copiula pipiens Burton and Stocks, 1986
- Copiula rivularis (Zweifel, 2000)
- Copiula tyleri Burton, 1990